# Бегниште
Бегни́ште (мак. Бегниште) — село у Північній Македонії, у складі общини Кавадарці Вардарського регіону.
Населення — 369 осіб (перепис 2002) в 116 господарствах.